# L'Andalou (artiste)
L'Andalou est un artiste anonyme, dessinateur de presse, caricaturiste, illustrateur et auteur de bande dessinée. En 2012, il fut remarqué par le journal francophone algérien El Watan avec lequel il collabore pendant 5 ans en dessinant des strips BD socio-politiques. 
Parallèlement, ses dessins sont aussi remarqués à l'international où il est publié dans des magazines. L'Andalou est membre de Cartooning for Peace et de la plateforme Cartoon Movement

## Carrière
L'Andalou a suivi des études de design graphique à l’École supérieure des beaux-arts d'Alger avant de se lancer dans la bande dessinée et l'illustration. C’est en 2011, pendant le « printemps arabe », qu’il commence sa carrière de dessinateur de presse. Ses dessins ont été publiés durant près de cinq ans dans le journal El Watan week-end. Il a par la suite collaboré avec le quotidien Reporters.
En 2016, il a reçu le Grand prix d’honneur du Festival international de la bande dessinée d'Alger. Il est souvent invité à exposer son travail en France, au Canada, aux États-Unis et à l’île de La Réunion. En 2017, ses dessins sont sélectionnés pour entrer dans l’une des plus grandes bibliothèques de dessinateurs au monde, Billy Ireland Cartoon.

## Publications
- Welcome to Algeria, Alger, éditions Dalimen, 2014
- L'Opium et le Béton, Alger, éditions Dalimen, 2015
- Alger dessinée, Alger, éditions Dalimen, Institut français en Algérie, 2018[5]